# Hypercompe nemophila
Hypercompe nemophila är en fjärilsart som beskrevs av Herrich-Schäffer 1853. Hypercompe nemophila ingår i släktet Hypercompe och familjen björnspinnare. Inga underarter finns listade i Catalogue of Life.